# Euthalia tanagra
Euthalia tanagra är en fjärilsart som beskrevs av Otto Staudinger 1889. Euthalia tanagra ingår i släktet Euthalia och familjen praktfjärilar. Inga underarter finns listade i Catalogue of Life.